# Juusa
Juusa – wieś w Estonii, w prowincji Võru, w gminie Meremäe. Obecnie wieś jest niezamieszkana.